# إجهاد تأكسدي

آلية حدوث الإجهاد التأكسدي في إصابة النسيج الخلوي. سمية الجذور الحرة المحفزة بوساطة المواد الحيوية الشاردة؛ وعملية إزالة السمية التالية لها بوساطة الإنزيمات الخلوية (يلاحظ منفعة فيتامين إي وفيتامين سي [في وسط الصورة] في مقاومة الجذور الحرة).

الإجهاد التأكسدي هو حالة عدم التوازن في نظام العوامل المؤكسدة (oxidants) والعوامل المضادة للتأكسد (antioxidants) باتجاه إنتاج المزيد من العوامل المؤكسدة يعكس اختلال التوازن بين المظاهر النظامية لأنواع الأكسجين التفاعلية وقدرة النظام الأحيائي على إزالة سموم رد الفعل الوسيط بسهولة أو إصلاح الأضرار الناتجة. يلعب دور كبير في مختلف الامراض لدى الإنسان وعلى مدى تقدمه في العمر.